# Hans Vermeulen
Pour les articles homonymes, voir Vermeulen.
 (janvier 2019).
Hans Vermeulen est maître à danser des pages de l'archiduc Albert et de l'infante Isabelle dès 1599.

## Présentation
Parmi les rares documents sur lesquels on puisse se fonder, Le Passetemps de Jehan Lhermite (1560-1622) décrit les noces de Philippe III en 1599 et, plus particulièrement, le bal qui suit : après avoir exécuté plusieurs danses habituellement dansées à la cour d'Espagne, le roi demande aux seigneurs et dames qui accompagnent Albert et Isabelle d'en exécuter quelques-unes de leur pays. C'est Hans Vermeulen qui conduit la musique :

« [Ils] dansarent aulcuns bransles fort gayz et jolyz qui pleurent grandement à Sa Majesté et dont le duc d'Aumale estoit le conducteur, qui le sceut extremement bien faire, et tant qu'aulcuns des gentilzhommes espaingnolz se meslarent parmy eulx, pour le grand goust qu'un chascun en prennoit, mais le mal estoit que la musique ne les seconda pas, car il n'y avoit qu'un petit violon qui les scavoit toucher, qui fust un maistre danseur appellé maistre Hans, que l'archiduc avoit ammené quand et soy, et quelqu'autre violon qui l'alloit suyvant mais fort piteusement, tellement que la musique n'y aydoit rien. »

Vermeulen est également instrumentiste de la chapelle des archiducs de 1611 à 1626 au moins. Il est probablement le fils de Servais Vermeulen (ou Vandermeulen), organiste à Anvers, puis à la cour de Bruxelles vers 1589, et auteur de plusieurs chansons parues dans un recueil imprimé à Anvers en 1572, chez Pierre Phalèse et Jean Bellerus.
À la mort de l'infante Isabelle, en 1633, la charge de maître à danser passera aux mains d'Hercule de La Grené.